# Allium monanthum
Allium monanthum — вид рослин з родини амарилісових (Amaryllidaceae); поширений у східній Азії.

## Опис
Рослини дводомні. Цибулина одиночна, куляста, 0.5–1 см; зовнішня оболонка жовтувато-коричнева, іноді з відтінком червоного. Листків 1 або 2, широко лінійні, 1.5–2 довжини стеблини, 3–8 мм, зверху плоскі, знизу випуклі, майже напівкруглі в поперечному перерізі, товсті. Стеблина 5–10 см, струнка, кругла в перетині, вкрита листовими піхвами лише біля основи. Зонтик 2–4(або 5)-квітковий на чоловічих рослинах, 1-квітковий на жіночих рослинах. Оцвітина біла або від блідо-червоної до темно-червоної. 2n = 16, 32. Період цвітіння: травень.

## Поширення
Поширення: Корея, Японія, Китай — Хебей, Хейлунцзян, Цзілінь, Ляонін, Росія — Далекий Схід.
Населяє ліси, схили.